# Campeonato Venezuelano de Futebol de 2022 – Primeira Divisão
O Campeonato Venezuelano de Futebol de 2022 foi a 66ª edição da primeira divisão da Venezuela desde a sua criação em 1957. O torneio é organizado pela Federação Venezuelana de Futebol.
Um total de 16 equipes participaram da competição, todos provenientes da temporada passada, já que não houve acesso da segunda divisão.

## Sistema de jogo
Os formato e modelo de competição da temporada 2022 da Liga FUTVE será do seguinte modo:
- Fase Regular: Os 16 clubes se enfrentam em um torneio geral, em que todos se enfrentam, com partidas de ida e volta, totalizando, assim, 30 jogos por equipe.[1]
- Fase Final Libertadores: Os quatro primeiros lugares da Fase Regular se classificarão para uma fase final, em que os dois melhores times irão para a Final do Campeonato e a para a Fase de grupos da Libertadores 2023. O 3° e 4° se classificam, respectivamente, para a segunda e a primeira fase da competição internacional.
- Fase Final Sul-Americana: Os oito melhores colocados, que não se classificaram para a Fase Final Libertadores, irão ser divididos em dois grupos (A e B). O 5° e 6° colocado da tabela foram cabeças de chave no sorteio dos grupos. Os dois melhores de cada grupo se classificam para a Copa Sul-Americana 2023.

## Equipes participantes

### Promoções e rebaixamentos
Apesar de ser o campeão da Segunda Divisão em 2021, a equipe Titanes não obteve a licença de clubes necessária para poder participar da Primeira Divisão. Assim como os times Atlético Venezuela e Gran Valencia, os quais foram retirados da Primeira Divisão nessa temporada.
| Pos. | à Primera Divisão |
| ---- | ----------------- |
| N/A  | Não Houve         |

| Pos. | à Segunda Divisão |
| ---- | ----------------- |
| 19°  | Yaracuyanos       |
| 20°  | Lala              |
| 21°  | Trujillanos       |

### Dados das equipes
| Equipe                | Cidade         | Estado     | Estádio                       | Capacidade | Títulos   |
| --------------------- | -------------- | ---------- | ----------------------------- | ---------- | --------- |
| Aragua                | Maracay        | Aragua     | Hermanos Ghersi               | 16.000     | —         |
| Carabobo              | Valencia       | Carabobo   | Misael Delgado                | 10.000     | —         |
| Caracas               | Caracas        | Caracas    | Olímpico de la UCV            | 24.900     | 12 (2019) |
| Deportivo La Guaira   | Caracas        | Caracas    | Olímpico de la UCV            | 24.900     | 1 (2020)  |
| Deportivo Lara        | Barquisimeto   | Lara       | Farid Richa                   | 15.000     | 1 (2012)  |
| Deportivo Táchira     | San Cristóbal  | Táchira    | Pueblo Nuevo                  | 38.755     | 9 (2021)  |
| Estudiantes de Mérida | Mérida         | Mérida     | Metropolitano de Mérida       | 42.200     | 2 (1985)  |
| Hermanos Colmenarez   | Barinas        | Barinas    | Reinaldo Melo                 | 8.000      | —         |
| Metropolitanos        | Caracas        | Caracas    | Olímpico de la UCV            | 24.900     | —         |
| Mineros de Guayana    | Ciudad Guayana | Bolívar    | Cachamay                      | 41.600     | 1 (1989)  |
| Monagas               | Maturín        | Monagas    | Monumental de Maturín         | 51.796     | 1 (2017)  |
| Portuguesa            | Araure         | Portuguesa | José Antonio Páez             | 14.000     | 5 (1978)  |
| Puerto Cabello        | Puerto Cabello | Carabobo   | Complejo Deportivo Socialista | 7.000      | —         |
| Universidad Central   | Caracas        | Caracas    | Olímpico de la UCV            | 24.900     | 1 (1957)  |
| Zamora                | Barinas        | Barinas    | Agustín Tovar                 | 24.396     | 4 (2018)  |
| Zulia                 | Maracaibo      | Zúlia      | José Encarnación Romero       | 40.800     | —         |

## Fase Regular

### Classificação
| Pos | Equipe                  | Pts | J  | V  | E  | D  | GP | GC | SG  | Classificação            |
| --- | ----------------------- | --- | -- | -- | -- | -- | -- | -- | --- | ------------------------ |
| 1   | Zamora                  | 55  | 30 | 14 | 13 | 3  | 44 | 24 | +20 | Fase Final Libertadores  |
| 2   | Metropolitanos          | 53  | 30 | 15 | 8  | 7  | 44 | 29 | +15 | Fase Final Libertadores  |
| 3   | Monagas                 | 48  | 30 | 13 | 9  | 8  | 46 | 33 | +13 | Fase Final Libertadores  |
| 4   | Carabobo                | 46  | 30 | 11 | 13 | 6  | 36 | 22 | +14 | Fase Final Libertadores  |
| 5   | Deportivo La Guaira     | 46  | 30 | 12 | 10 | 8  | 46 | 42 | +4  | Fase Final Sul-Americana |
| 6   | Deportivo Táchira       | 44  | 30 | 11 | 11 | 8  | 38 | 33 | +5  | Fase Final Sul-Americana |
| 7   | Academia Puerto Cabello | 41  | 30 | 11 | 8  | 11 | 38 | 41 | −3  | Fase Final Sul-Americana |
| 8   | Hermanos Colmenarez     | 40  | 30 | 11 | 7  | 12 | 39 | 38 | +1  | Fase Final Sul-Americana |
| 9   | Estudiantes de Mérida   | 39  | 30 | 9  | 12 | 9  | 38 | 37 | +1  | Fase Final Sul-Americana |
| 10  | Portuguesa              | 37  | 30 | 7  | 16 | 7  | 26 | 27 | −1  | Fase Final Sul-Americana |
| 11  | Caracas                 | 36  | 30 | 8  | 12 | 10 | 34 | 36 | −2  | Fase Final Sul-Americana |
| 12  | Deportivo Lara          | 36  | 30 | 9  | 9  | 12 | 32 | 36 | −4  | Fase Final Sul-Americana |
| 13  | Mineros de Guayana      | 34  | 30 | 8  | 10 | 12 | 43 | 54 | −11 |                          |
| 14  | Zulia                   | 32  | 30 | 8  | 8  | 14 | 29 | 43 | −14 |                          |
| 15  | Universidad Central     | 27  | 30 | 6  | 9  | 15 | 19 | 40 | −21 |                          |
| 16  | Aragua                  | 24  | 30 | 5  | 9  | 16 | 32 | 49 | −17 | Rebaixamento             |

### Desempenho por rodada
|          | 1ª  | 2ª  | 3ª  | 4ª  | 5ª  | 6ª  | 7ª  | 8ª  | 9ª  | 10ª | 11ª | 12ª | 13ª | 14ª | 15ª |
| 1º Turno | MON | DTA | DTA | DTA | DLG | DLG | DLG | MON | MON | MON | MON | MON | MON | MON | MET |

|          | 16ª | 17ª | 18ª | 19ª | 20ª | 21ª | 22ª | 23ª | 24ª | 25ª | 26ª | 27ª | 28ª | 29ª | 30ª |
| 2º Turno | MET | MET | MET | MET | MET | ZAM | MET | ZAM | ZAM | ZAM | ZAM | ZAM | ZAM | ZAM | ZAM |

### Resultados
| Mandante \ Visitante    | APC | ARA | CBO | CAR | DLG | LAR | TAC | ESM | HCO | MET | MIN | MON | POR | UCV | ZAM | ZUL |
| ----------------------- | --- | --- | --- | --- | --- | --- | --- | --- | --- | --- | --- | --- | --- | --- | --- | --- |
| Academia Puerto Cabello | —   | 2–1 | 1–1 | 0–0 | 1–1 | 3–2 | 1–2 | 1–0 | 1–2 | 0–2 | 4–2 | 0–2 | 1–1 | 3–0 | 0–0 | 2–2 |
| Aragua                  | 0–1 | —   | 1–1 | 4–2 | 0–2 | 1–1 | 1–0 | 0–1 | 1–0 | 2–3 | 3–3 | 2–4 | 0–1 | 1–0 | 0–1 | 0–0 |
| Carabobo                | 0–1 | 5–1 | —   | 0–0 | 2–0 | 2–2 | 3–1 | 0–0 | 1–0 | 2–0 | 3–1 | 1–2 | 0–0 | 4–0 | 1–1 | 1–0 |
| Caracas                 | 3–1 | 1–0 | 0–0 | —   | 3–2 | 1–2 | 2–0 | 3–1 | 1–2 | 1–1 | 1–0 | 2–2 | 1–1 | 1–2 | 1–1 | 3–1 |
| Deportivo La Guaira     | 2–1 | 3–3 | 3–2 | 2–0 | —   | 2–3 | 0–0 | 1–1 | 2–0 | 1–0 | 1–1 | 1–5 | 2–1 | 0–1 | 1–1 | 2–1 |
| Deportivo Lara          | 1–2 | 2–2 | 1–0 | 1–1 | 2–0 | —   | 2–0 | 2–2 | 0–1 | 1–2 | 2–3 | 0–0 | 1–0 | 0–0 | 0–2 | 3–0 |
| Deportivo Táchira       | 1–1 | 2–0 | 0–0 | 0–0 | 3–3 | 2–0 | —   | 2–2 | 0–1 | 3–0 | 1–0 | 4–2 | 2–2 | 0–0 | 1–1 | 3–0 |
| Estudiantes de Mérida   | 1–3 | 2–1 | 0–0 | 0–0 | 2–1 | 1–0 | 1–2 | —   | 2–2 | 3–1 | 2–0 | 1–1 | 1–1 | 3–0 | 1–2 | 2–0 |
| Hermanos Colmenarez     | 4–1 | 4–1 | 2–3 | 2–1 | 0–2 | 3–1 | 1–2 | 1–1 | —   | 1–2 | 1–1 | 2–0 | 0–0 | 2–0 | 1–1 | 0–2 |
| Metropolitanos          | 0–2 | 1–1 | 0–0 | 3–0 | 1–2 | 3–1 | 1–1 | 2–0 | 2–1 | —   | 5–0 | 0–0 | 0–0 | 2–0 | 2–0 | 2–0 |
| Mineros de Guayana      | 2–0 | 0–3 | 2–3 | 1–2 | 3–3 | 1–0 | 1–2 | 1–1 | 3–1 | 2–2 | —   | 1–3 | 2–2 | 3–1 | 2–2 | 0–3 |
| Monagas                 | 0–1 | 3–1 | 0–0 | 0–0 | 2–2 | 0–1 | 3–0 | 2–2 | 3–1 | 2–1 | 1–2 | —   | 2–4 | 1–0 | 0–1 | 2–0 |
| Portuguesa              | 2–1 | 1–0 | 0–1 | 2–1 | 1–0 | 0–0 | 0–0 | 2–1 | 1–1 | 0–0 | 0–2 | 1–2 | —   | 0–0 | 2–3 | 1–1 |
| Universidad Central     | 2–2 | 2–1 | 0–0 | 1–0 | 0–0 | 0–0 | 2–1 | 1–2 | 0–1 | 2–3 | 0–2 | 0–2 | 2–0 | —   | 1–1 | 0–1 |
| Zamora                  | 1–0 | 1–1 | 1–0 | 3–3 | 2–3 | 2–0 | 2–0 | 2–0 | 1–1 | 0–1 | 1–1 | 2–0 | 0–0 | 2–0 | —   | 5–1 |
| Zulia                   | 4–1 | 0–0 | 2–0 | 1–0 | 0–2 | 0–1 | 1–3 | 3–2 | 2–1 | 1–2 | 1–1 | 0–0 | 0–0 | 2–2 | 0–2 | —   |

## Fase Final

### Copa Libertadores
| Pos | Equipe         | Pts | J | V | E | D | GP | GC | SG | Classificado                                |  | MET | MON | CAR | ZAM |
| --- | -------------- | --- | - | - | - | - | -- | -- | -- | ------------------------------------------- |  | --- | --- | --- | --- |
| 1   | Metropolitanos | 9   | 6 | 2 | 3 | 1 | 3  | 2  | +1 | Final e Fase de Grupos da Libertadores 2023 |  | —   | 0–2 | 1–0 | 0–0 |
| 2   | Monagas        | 8   | 6 | 2 | 2 | 2 | 8  | 8  | 0  | Final e Fase de Grupos da Libertadores 2023 |  | 0–2 | —   | 2–1 | 1–1 |
| 3   | Carabobo       | 7   | 6 | 2 | 1 | 3 | 8  | 8  | 0  | Fase 2 da Libertadores 2023                 |  | 0–0 | 0–0 | —   | 0–2 |
| 4   | Zamora         | 7   | 6 | 1 | 4 | 1 | 5  | 6  | −1 | Fase 1 da Libertadores 2023                 |  | 0–0 | 1–1 | 1–4 | —   |

### Copa Sul-Americana

#### Grupo A
| Pos | Equipe                | Pts | J | V | E | D | GP | GC | SG | Classificado                  |     | EST | CAR | HER | DLG |
| --- | --------------------- | --- | - | - | - | - | -- | -- | -- | ----------------------------- | --- | --- | --- | --- | --- |
| 1   | Estudiantes de Mérida | 11  | 6 | 3 | 2 | 1 | 12 | 8  | +4 | 1ª Fase da Sul-Americana 2023 |     | —   | 1–1 | 3–2 | 1–1 |
| 2   | Caracas               | 11  | 6 | 3 | 2 | 1 | 7  | 4  | +3 | 1ª Fase da Sul-Americana 2023 |     | 1–2 | —   | 1–0 | 2–0 |
| 3   | Hermanos Colmenarez   | 5   | 6 | 1 | 2 | 3 | 8  | 9  | −1 |                               |     | 2–5 | 0–0 | —   | 4–0 |
| 4   | Deportivo La Guaira   | 5   | 6 | 1 | 2 | 3 | 3  | 9  | −6 |                               | 1–0 | 1–2 | 0–0 | —   |     |

#### Grupo B
| Pos | Equipe            | Pts | J | V | E | D | GP | GC | SG | Classificado                  |     | DTA | PUE | DLA | POR |
| --- | ----------------- | --- | - | - | - | - | -- | -- | -- | ----------------------------- | --- | --- | --- | --- | --- |
| 1   | Deportivo Táchira | 11  | 6 | 3 | 2 | 1 | 4  | 2  | +2 | 1ª Fase da Sul-Americana 2023 |     | —   | 0–2 | 1–0 | 0–0 |
| 2   | Puerto Cabello    | 10  | 6 | 3 | 1 | 2 | 7  | 5  | +2 | 1ª Fase da Sul-Americana 2023 |     | 0–0 | —   | 3–1 | 0–2 |
| 3   | Deportivo Lara    | 9   | 6 | 3 | 0 | 3 | 4  | 6  | −2 |                               |     | 0–2 | 1–0 | —   | 1–0 |
| 4   | Portuguesa        | 4   | 6 | 1 | 1 | 4 | 2  | 5  | −3 |                               | 0–1 | 1–2 | 0–1 | —   |     |

## Final
| 30 de outubro de 2022                        | Metropolitanos | 1 – 1 (4 – 3 pen.)                                   | Monagas     | Estádio Olímpico UCV, Caracas             |  |
| 18:30                                        | - Ortiz 101'   | Súmula                                               | - 91' Navas | Público: 11 247 Árbitro: Jesús Valenzuela |  |
|                                              |                | Penalidades                                          |             |                                           |  |
| - Vargas - Moreira - Gómez - Antón - Cermeño |                | - F. González - Peralta - Navas - Zalzman - Martínez |             |                                           |  |

## Premiação
| Campeonato Venezuelano de Futebol de 2022 LIGA FUTVE 2022 |
| Caracas                                                   |
| --------------------------------------------------------- |
| Metropolitanos Campeão (1.º título)                       |

## Artilharia
| Gols | Jogador         | Time                |
| ---- | --------------- | ------------------- |
| 18   | Kevin Viveros   | Carabobo            |
| 18   | Juan Camilo     | Hermanos Colmenarez |
| 16   | Jovanny Bolívar | Deportivo La Guaira |
| 13   | Richard Blanco  | Mineros de Guayana  |
| 11   | Aquiles Ocanto  | Monagas             |
| 11   | Guido Rouse     | Zulia               |